# متئو پسینا
متئو پسینا (ایتالیایی: Matteo Pessina؛ زادهٔ ۲۱ آوریل ۱۹۹۷) بازیکن فوتبال اهل ایتالیا است که برای باشگاه مونتزا بازی می‌کند.
از باشگاه‌هایی که در آن بازی کرده‌است می‌توان به باشگاه کاتانیا، باشگاه مونزا، باشگاه آ.ث. میلان، باشگاه لچه و باشگاه اسپتزیا اشاره کرد.
وی همچنین در تیم‌های ملی فوتبال زیر ۱۹ سال ایتالیا، زیر ۲۰ سال ایتالیا، زیر ۲۱ سال ایتالیا و تیم ملی ایتالیا بازی کرده‌است.